# Sự kiện Dansgaard-Oeschger

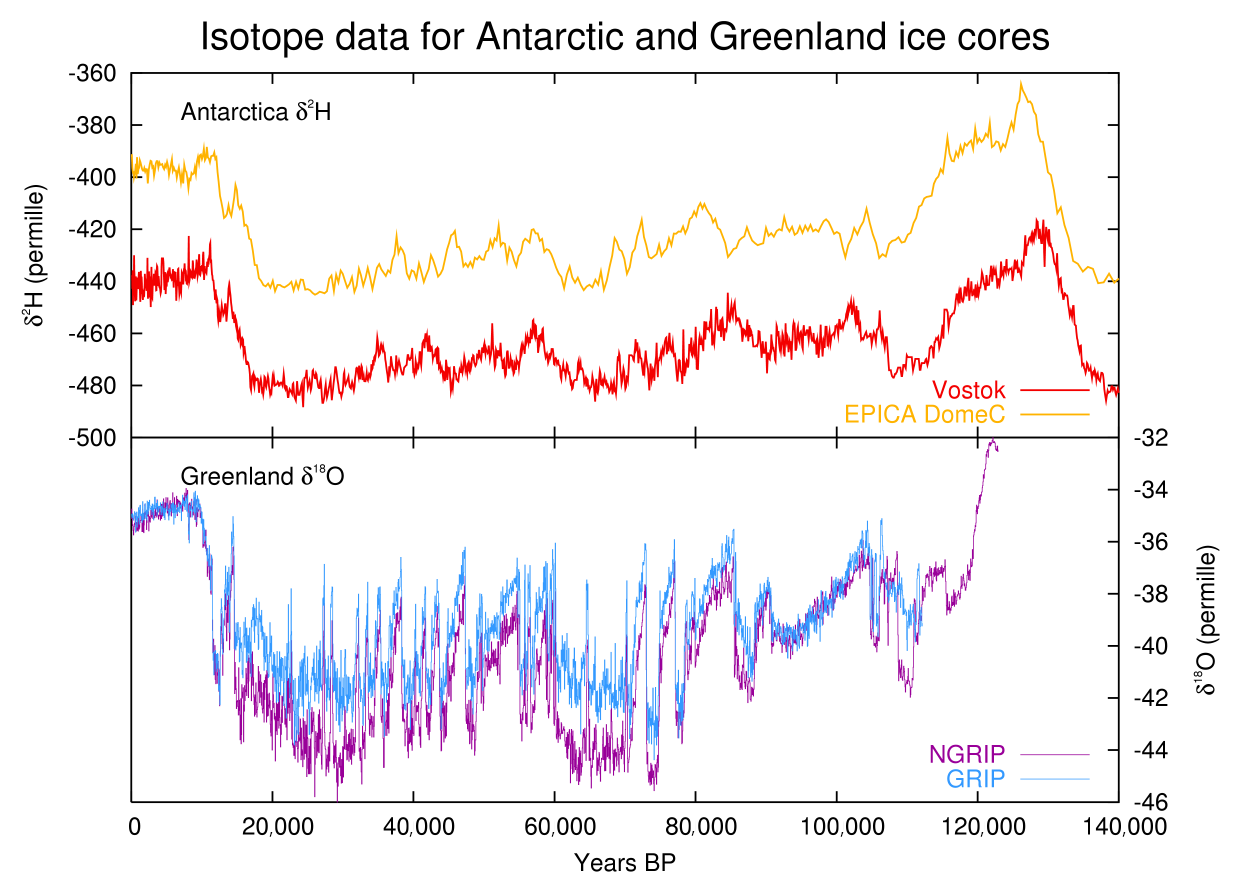
Nhiệt độ thể hiện từ bốn lõi băng trong 140.000 năm trở lại đây, thể hiện cường độ lớn hơn của sự kiện D-O ở bắc bán cầu

Trong cổ khí hậu học, sự kiện Dansgaard-Oeschger (thường viết tắt là sự kiện D-O) là sự biến động khí hậu nhanh chóng, và đã xảy ra 25 lần vào thời kỳ băng hà cuối cùng. Một số nhà khoa học công bố rằng các sự kiện xảy ra gần tuần hoàn với thời gian định kỳ là bội số của 1.470 năm, tuy nhiên điều này vẫn còn là tranh luận .
Sự kiện được đặt tên theo hai nhà nghiên cứu cổ khí hậu học người Đan Mạch là Willi Dansgaard và Hans Oeschger.
Tính chu kỳ của khí hậu tương tự như vậy trong thế Holocen được gọi là các sự kiện Bond.

## Bằng chứng
Các bằng chứng tốt nhất cho sự kiện Dansgaard-Oeschger có trong lõi băng thu được ở Greenland trong "Dự án khối băng Greenland" (Greenland Ice Sheet Project). Tuy nhiên ở đây chỉ có mẫu đến thời kỳ cuối của gian băng cuối cùng, tức gian băng Eemian.
Bằng chứng lõi băng từ Nam Cực cho thấy rằng các sự kiện Dansgaard-Oeschger có liên quan tới cái gọi là những "cực đại đồng vị Nam Cực" (Antarctic Isotope Maxima) khi so sánh khí hậu của hai bán cầu, các thăng giáng song cực (Bi-polar Seesaw) . 
Nếu quan hệ này cũng duy trì cho các băng hà trước đó, dữ liệu Nam Cực cho thấy sự kiện D-O đã có mặt trong thời kỳ băng giá trước đó. Thật không may, ghi nhận lõi băng hiện nay từ Greenland chỉ kéo dài đến thời kỳ băng hà gần đây nhất, nên bằng chứng của sự kiện D-O trong thời kỳ băng hà trước đó là không có trong băng Greenland. Tuy nhiên, công trình của Stephen Barker và các đồng nghiệp đã chỉ ra rằng các dữ liệu Greenland có thể được tái tạo bằng cách thu được từ số liệu của lõi băng Nam Cực. Điều này cho phép việc xây dựng lại một bản ghi Greenland cũ thông qua nguồn gốc của các bản ghi lõi băng Nam Cực cho thời gian đến 1 triệu năm trước .

## Tác động
Ở bán cầu Bắc, nó có dạng các kỳ nóng lên nhanh chóng, thường chỉ trong vài thập kỷ, rồi tiếp theo là lạnh dần trong một thời gian dài hơn. Ví dụ, khoảng 11.500 năm trước đây, nhiệt độ trung bình hàng năm trên dải băng Greenland ấm lên khoảng 8 °C trong hơn 40 năm, trong ba đợt theo từng 5 năm (xem Stewart, chapter 13 Lưu trữ ngày 14 tháng 2 năm 2006 tại Wayback Machine), trong đó một thay đổi 5 °C trong 30-40 năm là phổ biến hơn.
Sự kiện Heinrich chỉ xảy ra trong những đợt giá lạnh ngay trước kỳ ấm lên của sự kiện D-O, dẫn đến một số người đã cho rằng các chu kỳ D-O có thể gây ra các sự kiện này, hoặc ít nhất là tác động đến tiến trình thời gian của chúng.
Tiến trình của một sự kiện D-O cho thấy sự tăng lên nhanh chóng của nhiệt độ, theo sau là một khoảng thời gian lạnh kéo dài vài trăm năm. Vào thời kỳ lạnh này có sự mở rộng của vành băng địa cực, với khối băng nổi trôi về phía nam qua Bắc Đại Tây Dương.